# Bug in a Dress
『Bug in a Dress』（バグ・イン・ア・ドレス）は、荻野目洋子初の自主制作によるオリジナル・アルバム。2023年4月8日・9日に開催されたライブの会場限定で販売され、その後通信販売も開始された。

## 概要・制作
2020年8月からNHK「みんなのうた」として放送された「虫のつぶやき」のアコースティック・バージョンを含む全曲の作詞作曲を荻野目自身が手掛けている。制作は「今まで全然歌ってこなかったタイプの曲を歌いたい」というぼんやりしたテーマから始まったという。荻野目が今まで歌ってきた楽曲には、サビがキャッチーでポップなメロディーのものが多かったが、年齢とともに「もっと力を抜いた感じで歌いたい」という思いがあり、「思いを吐き出したい、表現したい、こういうことを言ってみたい、こういう声を出してみたい」という感じで曲を貯めていくうちにアルバムが出来上がっていったという。荻野目は「以前から、作詞や作曲をしたことはあったんですけど、楽器や曲づくりはコンスタントにやってきたわけではないので、そこまでの自信が持てなくて今回はチャレンジでした。ある意味 ″こんなんできました″ みたいな。」ともコメントしている。荻野目は「まずは自分で出来ることを」という思いで、曲を作ることから始めて少しずつ準備を進めていった。次第に周りのスタッフやミュージシャンたちも同じ気持ちになって行き、エネルギーが集まって、本作はおよそ2年かけて仕上げられた。ジャケットのイラストも荻野目自身が描いたものである。
荻野目は物心ついた頃から虫が好きで、虫について図鑑で調べることが多かったといい、「儚い命の中で、一生懸命に生きる姿にロマンを感じる」という思いがタイトル「Bug in a Dress」（ドレスを着た虫）に反映されている。
アナログレコードのみのリリースとなった理由については、コロナ禍になり急に時間ができて悶々とした時期もあったが、やがて家族揃って郊外でゆったりと過ごす時間を持つようになり、夫とお酒を飲みながら、部屋でゆっくりとレコードプレーヤーに針を落とす時間があったことがきっかけだという。また、「アルバムジャケットを含めて、レコードは飾っておきたくなりますし、温かい音が染みわたる感覚を改めて強く感じて、『次はレコードを出したいね』と二人で盛り上がったのが最初です。」と話している。

## リリース
一般販売はされておらず、2023年4月8日・9日に東京・丸の内のライブレストラン”COTTON CLUB”にて開催された「Yoko Oginome Spring Live 2023 “Bug in a dress”」の会場または、荻野目が所属するライジングプロダクションのオンラインショップ限定で販売された。
2025年8月8日には、翌月9月6日にデジタル・アルバムとして配信リリースされることが発表された。

## 収録曲

### アナログレコード
| 全作詞・作曲: 荻野目洋子。 |                                     |            |            |             |
| #                          | タイトル                            | 作詞       | 作曲・編曲 | 編曲        |
| 1.                         | 「Private Dancer」                  | 荻野目洋子 | 荻野目洋子 | 棚橋UNA信仁 |
| 2.                         | 「あんバターコッペパン」            | 荻野目洋子 | 荻野目洋子 | 棚橋UNA信仁 |
| 3.                         | 「Blue」                            | 荻野目洋子 | 荻野目洋子 | 棚橋UNA信仁 |
| 4.                         | 「宝石 ～愛のうた～」               | 荻野目洋子 | 荻野目洋子 | AKIRA       |
| 5.                         | 「宝石 ～愛のうた～」(Instrumental) | 荻野目洋子 | 荻野目洋子 | -           |

| 全作詞・作曲: 荻野目洋子。 |                                 |            |            |                    |
| #                          | タイトル                        | 作詞       | 作曲・編曲 | 編曲               |
| 1.                         | 「ニックネーム」                | 荻野目洋子 | 荻野目洋子 | 坂本由佳・坂本昌也 |
| 2.                         | 「知らない場所」                | 荻野目洋子 | 荻野目洋子 | 坂本昌也           |
| 3.                         | 「明と暗」                      | 荻野目洋子 | 荻野目洋子 | 坂本由佳・坂本昌也 |
| 4.                         | 「Race」                        | 荻野目洋子 | 荻野目洋子 | 浅見武男           |
| 5.                         | 「虫のつぶやき」(Acoustic ver.) | 荻野目洋子 | 荻野目洋子 | 荻野目洋子         |